# Памятники письменности Востока
«Памятники письменности Востока» (ППВ) — научная серия изданий документальных, литературных, эпиграфических и иных нарративных источников на восточных языках.
С переименованием издательства «Восточная Литература» в «Главную Редакцию Восточной Литературы» издательства «Наука» в 1964-м году, название серии поменялось с «Памятники литературы народов Востока» на «Памятники письменности Востока». Однако, новые тома сочинений начавших издаваться в старой серии своего логотипа и оформления не поменяли.

## История
Серия основана в 1959 году. Первоначально выходила под названием «Памятники литературы народов Востока» (ПЛНВ), которая распадалась на ряд подсерий: «Тексты. Большая серия», «Тексты. Малая серия» и «Переводы». В 1965 году как дополнение к ним основана серия «Памятники письменности Востока», которая позднее стала главной. 1965 год указывается как год основания серии на текущих изданиях.
ППВ — единственная научная книжная серия в СССР и России, в которой целенаправленно издавались новые рукописи и критические издания текстов. На ранних этапах такого рода издания не всегда предполагали даже публикацию перевода памятника. Со временем объём текстов, изданных в переводе, значительно вырос. Однако специфика серии как издания оригинальных текстов сохраняется до сих пор.
Среди важнейших достижений серии ППВ — издания тангутских, монгольских, китайских, персидских и других восточных рукописей из российских фондов, над которыми трудились ведущие специалисты. Из масштабных проектов получили известность критическое издание Фирдоуси (9 тт.), первый полный перевод на европейский язык "Исторических записок" Сыма Цяня (9 тт.), переводы упанишад и Атхарваведы, и многие другие. Благодаря этому ППВ остается одной из самых авторитетных источниковедческих и текстологических серий в мировой науке.
Серия издается в Москве, изначально — в издательстве «Наука. Главная редакция восточной литературы», с 1993 года — в издательстве «Наука», Издательской фирмой «Восточная литература». В 1990-е годы несколько книг серии (ПЛНВ V, ППВ VI, XVI, XX) были репринтно переизданы издательством «Ладомир». Параллельно (в России и республиках в составе СССР) было издано много книг вне ППВ, копирующих её внутреннюю структуру и оформление, поскольку изначально они готовились для издания в этой серии. По состоянию на 2023 г. в серии было опубликовано 257 томов (не считая стереотипных переизданий), в том числе:
- «ПЛНВ. Тексты. Большая серия»: XVII сочинений в 33 томах;
- «ПЛНВ. Тексты. Малая серия»: XVI сочинений в 17 томах;
- «ПЛНВ. Переводы»: VII сочинений в 11 томах;
- «Памятники письменности Востока»: CLXII (-4) сочинений в 196 томах. В 1990-е гг. 4 тома серии (XCIII, CI, CIII, CVIII) не вышли в свет, с тех пор в серийной нумерации каталога ППВ зияют лакуны.

Благодаря строгому оформлению книг ППВ имеет второе, неофициальное наименование — «чёрная серия». Председателями редакционной коллегии серии были: акад. Б. Г. Гафуров (1959—1977), акад. А. Н. Кононов (1977—1986), д.и.н. И. М. Дьяконов (1986—1999), акад. Г. М. Бонгард-Левин (1999—2008), акад. А. Б. Куделин (с 2009).

## Список книг, выпущенных в 1959—2023
Уменьшенным шрифтом приведены наименования книг, которые были анонсированы в планах издательства и получили соответствующие номера томов для публикации в серии ППВ, но так и не были изданы (*). Спустя время вместо них, как правило, публиковались новые рукописи, поступившие в портфель редакции для выпуска в серии. Однако некоторые пробелы в общем каталоге ППВ так и не были закрыты: это тома XCIII, CI, CIII и CVIII, пустующие с 1990-х гг.

### Памятники литературы народов Востока. Тексты. Большая серия (1959—2002)
- 1.	I,1. Ким Бусик. Самгук саги. Т.1. Летописи Силла. Издание текста, перевод, вступительная статья и комментарии М. Н. Пака. М., 1959. Изд. 2-е, 2001. 384+VI, 202+VIII c.
- 2.	I,2. Ким Бусик. Самгук саги. Т.2. Летописи Когурё. Летописи Пэкче. Хронологические таблицы. Издание текста, перевод, вступительная статья и комментарии М. Н. Пака. М., 1995. 405+VIII, 344+VII с.
- 3.	I,3. Ким Бусик. Самгук саги. Т.3. Разные описания. Биографии. Издание текста, перевод, вступительная статья, комментарий, приложения под общей ред. М. Н. Пака и Л. Р. Концевича. М., 2002. 444+XVIII, 217+IV с.
- 4.	II,1. Фирдоуси. Шах-наме. Критический текст. Т. I. Под редакцией Е. Э. Бертельса. М., 1960 (изд. 2-е, стереотипное. М., 1963; изд. 3-е, стереотипное. М., 1966). 30+272 с.
- 5.	II,2. Фирдоуси. Шах-наме. Критический текст. Т. II. Под редакцией Е. Э. Бертельса, составители текста А. Е. Бертельс, Л. Т. Гюзальян, О. И. Смирнова, М.-Н. О. Османов, А. Т. Тагирджанов. М., 1962 (изд. 2-е, стереотипное. М., 1963; изд. 3-е, стереотипное. М., 1966). 16+261 с.
- 6.	II,3. Фирдоуси. Шах-наме. Критический текст. Т. III. Составитель текста О. И. Смирнова, под редакцией А. Нушина. М., 1965. 14+261 с.
- 7.	II,4. Фирдоуси. Шах-наме. Критический текст. Т. IV. Составители текста Р. М. Алиев, А. Е. Бертельс и М.-Н. О. Османов, под редакцией А. Нушина. М., 1965. 16+322 с.
- 8.	II,5. Фирдоуси. Шах-наме. Критический текст. Т. V. Составитель текста Р. М. Алиев, под редакцией А. Нушина. М., 1967. 18+424 с.
- 9.	II,6. Фирдоуси. Шах-наме. Критический текст. Т. VI. Составитель текста М.-Н. О. Османов, под редакцией А. Нушина. М., 1967. 19+405 с.
- 10.	II,7. Фирдоуси. Шах-наме. Критический текст. Т. VII. Составитель текста М.-Н. О. Османов, под редакцией А. Нушина. М., 1968. 16+450 с.
- 11.	II,8. Фирдоуси. Шах-наме. Критический текст. Т. VIII. Составитель текста Р. М. Алиев, под редакцией А. Азера. М., 1970. 15+434 с.
- 12.	II,9. Фирдоуси. Шах-наме. Критический текст. Т. IX. Составитель текста А. Е. Бертельс, под редакцией А. Нушина. М., 1971. 25+400 с.
- 13.	III. Са`ди. Гулистан. Критический текст, перевод, предисловие и примечания Р. М. Алиева. М., 1959. 232+487 с.
- 14.	IV. Путешествие Ун-Амуна в Библ. Египетский иератический папирус № 120 Государственного музея изобразительных искусств им. А. С. Пушкина в Москве. Издание текста и исследование М. А. Коростовцева. М., 1960. 134+17 л.
- 15.	V,1. Зайн ад-Дин Васифи. Бадаи' ал-вакаи'. Критический текст, введение и указатели А. Н. Болдырева. Т. I. М., 1961. 50+682(7) с.
- 16.	V,2. Зайн ад-Дин Васифи. Бадаи' ал-вакаи'. Критический текст, введение и указатели А. Н. Болдырева. Т. II. М., 1962. 683—1377(8) с.
- 17.	VI. Арабский аноним XI века. Издание текста, перевод, введение в изучение памятника и комментарии П. А. Грязневича. М., 1960. 221+XI+364 с.
- 18.	VII. Амир Хусрау Дихлави. Маджнун и Лайли. Критический текст и предисловие Т. А. Магеррамова. М., 1964. 13+291 с.
- 19.	VIII. Юань-чао би-ши (Секретная история монголов). 15 цзюаней. Т. I. Текст. Издание текста и предисловие Б. И. Панкратова. М., 1962. 19+1 л. табл.+602 с.
- 20.	IX,1. Мухаммад ибн Хиндушах Нахчивани. Дастур ал-катиб фи та’йин ал-маратиб (Руководство для писца при определении степеней). Критический текст, предисловие и указатели А. А. Али-заде. Т. I, ч. 1. М., 1964. 20+586 с.
- 21.	IX,2. Мухаммад ибн Хиндушах Нахчивани. Дастур ал-катиб фи та’йин ал-маратиб (Руководство для писца при определении степеней). Критический текст, предисловие и указатели А. А. Али-заде. Т. I, ч. 2. М., 1971. 11+566 с.
- 22.	IX,3. Мухаммад ибн Хиндушах Нахчивани. Дастур ал-катиб фи та’йин ал-маратиб (Руководство для писца при определении степеней). Критический текст, предисловие и указатели А. А. Али-заде. Т. II. М., 1976. 70+524 с.
- 23.	X. Мухаммад ибн Наджиб Бакран. Джахан-наме (Книга о мире). [Ч. 1]. Издание текста, введение и указатели Ю. Е. Борщевского. М., 1960. 22+144 с.
- 24.	XI. Мухаммад ал-Хамави. Ат-Та’рих ал-мансури (Мансурова хроника). Издание текста, предисловие и указатели П. А. Грязневича. М., 1960 (изд. 2-е, стереотипное. М., 1963). 23+521 с.
- 25.	XII. Усама ибн Мункиз. Китаб ал-маназил ва-д-дийар (Книга стоянок и жилищ). Издание текста, предисловие и указатели А. Б. Халидова. М., 1961. 6+560 с.
- 26.	XIII,1. Мухаммад-Казим. Наме-йи 'аламара-йи надири (Мироукрашающая надирова книга). Т. I. Издание текста и предисловие Н. Д. Миклухо-Маклая. Указатели Г. В. Шитова. М., 1960 (изд. 2-е, стереотипное. М., 1962). 22+717 с.
- 27.	XIII,2. Мухаммад-Казим. Наме-йи 'аламара-йи надири (Мироукрашающая надирова книга). Т. II. Издание текста, предисловие и общая редакция Н. Д. Миклухо-Маклая. Указатели и аннотированное оглавление О. П. Щегловой. М., 1965. 29+697 с.
- 28.	XIII,3. Мухаммад-Казим. Наме-йи 'аламара-йи надири (Мироукрашающая надирова книга). Т. III. Издание текста, предисловие и общая редакция Н. Д. Миклухо-Маклая. Указатели и аннотированное оглавление Н. В. Елисеевой. М., 1966. 26+540 с.
- 29.	XIV,1. Хюсейн. Беда’и' ул-века’и' (Удивительные события). Издание текста, введение и общая редакция А. С. Тверитиновой. Аннотированное оглавление и указатели Ю. А. Петросяна. Ч. 1. М., 1961. 75+399 с.
- 30.	XIV,2. Хюсейн. Беда’и' ул-века’и' (Удивительные события). Издание текста, введение и общая редакция А. С. Тверитиновой. Аннотированное оглавление и указатели Ю. А. Петросяна. Ч. 2. М., 1961. 400—1122 с.
- 31.	XV. Китайские рукописи из Дуньхуана. Памятники буддийской литературы сувэньсюэ. Издание текстов и предисловие Л. Н. Меньшикова. М., 1963. 75 с.
- 32.	XVI. Оцуки Сигэтака и Симура Кокё. Канкай ибун (Удивительные сведения об окружающих морях). Тетрадь восьмая. Словарь. Издание текста и предисловие В. Н. Горегляда. М., 1961. 29+38 с.
- 33.	XVII. Низами Ганджави. Лайли и Маджнун. Критический текст А. А. Алескер-заде и Ф. Бабаева. М., 1966. 8+591 с.

### Памятники литературы народов Востока. Тексты. Малая серия (1959—1967)
- 34.	I. Фида’и. Китаб би хидайат ал-му’минйн ат-талибин (История исмаилизма). По таджикской рукописи издал, предисловием и примечаниями снабдил А. А. Семенов. М., 1959. 24 с. с ил.+221 с.
- 35.	II,1. ‘Омар Хаййам. Руба’ийат. Подготовка текста, перевод и предисловие Р. М. Алиева и М.-Н. О. Османова, под редакцией Е. Э. Бертельса. Ч. 1. М., 1959. 47 с.
- 36.	II,2. ‘Омар Хаййам. Руба’ийат. Подготовка текста, перевод и предисловие Р. М. Алиева и М.-Н. О. Османова, под редакцией Е. Э. Бертельса. Ч. 2. М., 1959. 89+95 с.
- 37.	III. ‘Омар Хаййам. Трактаты. Перевод Б. А. Розенфельда. Вступительная статья и комментарии Б. А. Розенфельда и А. П. Юшкевича. М., 1961. 338 с. с ил.+179 с.
- 38.	IV. Хорезми. Мухаббат-наме. Издание текста, транскрипция, перевод и исследование Э. Н. Наджипа. М., 1961. 223+26 с.
- 39.	V. Вторая записка Абу Дулафа. Издание текста, перевод, введение и комментарии П. Г. Булгакова и А. Б. Халидова. М., 1960. 111+77 с.
- 40.	VI. Пэкрён чхохэ. Антология лирических стихотворений рён-гу с корейским переводом. Издание текста, перевод и предисловие Д. Д. Елисеева. М., 1960. 31+28 л.
- 41.	VII. Нишань самани битхэ (Предание о нишанской шаманке). Издание текста, перевод и предисловие М. П. Волковой. М., 1961. 180 с.
- 42.	VIII. Бяньвэнь о Вэймоцзе. Бяньвэнь «Десять благих знамений» (Неизвестные рукописи бяньвэнь из Дуньхуанского фонда Института народов Азии). Издание текста, предисловие, перевод и комментарий Л. Н. Меньшикова. М., 1963. 195+35 с.
- 43.	IX. Михри Хатун. Диван. Критический текст и вступительная статья Е. И. Маштаковой. М., 1967. 104+306 с.
- 44.	X. Гомбоджаб. Ганга-йин урусхал (История золотого рода владыки Чингиса. Сочинение под названием «Течение Ганга»). Издание текста, введение и указатель Л. С. Пучковского. М., 1960. 66 с.
- 45.	XI. Оросиякоку суймудан (Сны о России). Издание текста, перевод, вступительная статья и комментарии В. М. Константинова. Под редакцией академика Н. И. Конрада. М., 1961. 133 с.+1 л. табл.+IX+130 с.
- 46.	XII. Амир Хусрау Дихлави. Ширин и Хусрау. Критический текст и предисловие Г. Ю. Алиева. М., 1961 (изд. 2-е, стереотипное. М., 1966). 18+403 с.
- 47.	XIII. Ахмед Хани. Мам и Зин. Критический текст, перевод, предисловие и указатели М. Б. Руденко. М., 1962. 250+197 с.
- 48.	XIV. Мирза 'Абдал’азим Сами. Та’рих-и салатин-и мангитийа (История мангытских государей). Издание текста, предисловие, перевод и примечания Л. М. Епифановой. М., 1962. 179+150 с.
- 49.	XV. Ссянъчхон кыйбонъ (Удивительное соединение двух браслетов). Издание текста, перевод и предисловие М. И. Никитиной и А. Ф. Троцевич. М., 1962. 78+124 с.
- 50.	XVI. Камалашила. Бхаванакрама (Трактат о созерцании). Факсимиле с предисловием Е. Е. Обермиллера. М., 1963. 68 с.

### Памятники литературы народов Востока. Переводы (1960—1983)
- 51.	I. Мухаммад-Казим. Поход Надир-шаха в Индию (Извлечение из Та’рйх-и 'аламара-йи надири). Перевод, предисловие и примечания П. И. Петрова. М., 1961. 208 с.
- 52.	II. Законы Ману. Перевод С. Д. Эльмановича, проверенный и исправленный Г. Ф. Ильиным. М., 1960. 364 с. Репринт 1992.
- 53.	III. Дхаммапада. Перевод с пали, введение и комментарии В. Н. Топорова. М., 1960. (Bibliotheca Buddhica, XXXI). 198 с.
- 54.	IV,2. ‘Абд ар-Рахман ал-Джабарти. 'Аджа’иб ал-асар фи-т-тараджим ва-л-ахбар (Удивительная история прошлого в жизнеописаниях и хронике событий). T. II. Египет в канун экспедиции Бонапарта (1776—1798). Перевод, предисловие и примечания X. И. Кильберг. М., 1978. 496 с.
- 55.	IV,3. ‘Абд ар-Рахман ал-Джабарти. 'Аджа’иб ал-асар фи-т-тараджим ва-л-ахбар (Удивительная история прошлого в жизнеописаниях и хронике событий). Т. III, ч. 1. Египет в период экспедиции Бонапарта (1798—1801). Перевод, предисловие и примечания И. М. Фильштинского. М., 1962. 540 с.
- 56.	IV,4. ‘Абд ар-Рахман ал-Джабарти. 'Аджа’иб ал-асар фи-т-тараджим ва-л-ахбар (Удивительная история прошлого в жизнеописаниях и хронике событий). Т. IV. Египет под властью Мухаммада-'Али (1806—1921). Перевод, предисловие и примечания X. И. Кильберг. М., 1963. 792 с.
- 57.	V. Брихадараньяка упанишада. Перевод с санскрита, предисловие и примечания А. Я. Сыркина. М., 1964. Репринт: М., Ладомир: 1992. 240 с.
- 58.	VI,1. Эвлия Челеби. Книга путешествия (Извлечения из сочинения турецкого путешественника XVII века). Выпуск 1. Земли Молдавии и Украины. Отв. ред. А. С. Тверитинова. Составитель А. Д. Желтяков. Предисловие А. Д. Желтякова, А. С. Тверитиновой, В. В. Мавродина. М., 1961. 338 с.
- 59.	VI,2. Эвлия Челеби. Книга путешествия (Извлечения из сочинения турецкого путешественника XVII века). Выпуск 2. Земли Северного Кавказа, Поволжья и Подонья. Составитель и отв. ред. А. Д. Желтяков. Предисловие А. П. Григорьева. Примечания и комментарий А. П. Григорьева и А. Д. Желтякова. М., 1978. 288 с.
- 60.	VI,3. Эвлия Челеби. Книга путешествия (Извлечения из сочинения турецкого путешественника XVII века). Выпуск 3. Земли Закавказья и сопредельных областей, Малой Азии и Ирана. Составитель и отв. ред. А. Д. Желтяков. Предисловие Ф. М. Алиева, А. Д. Желтякова, М. К. Зулаляна, Г. В. Путуридзе. Примечания и комментарий А. Д. Желтякова, М. К. Зулаляна, Г. В. Путуридзе. М., 1983. 376 с.
- 61.	VII. Арья Шура. Гирлянда джатак, или Сказания о подвигах Бодхисаттвы. Перевод А. П. Баранникова и О. Ф. Волковой. Предисловие и примечания О. Ф. Волковой. М., 1962. 364 с., изд. 2-е, 2000. 367 с.

### Памятники письменности Востока (1965—2023)
- 62.	I. Сказание о Бхадре (новые листы сакской рукописи <Е>). Факсимиле текста. Транскрипция, перевод, предисловие, вступительная статья, глоссарий и приложение В. С. Воробьева-Десятовского и М. И. Воробьевой-Десятовской. М., 1965. 297 с.
- 63.	II,1. Эпиграфические памятники Северного Кавказа на арабском, персидском и турецком языках. Часть 1. Надписи X—XVII вв. Тексты, переводы, комментарии, вступительная статья и приложения Л. И. Лаврова. М., 1966. 300 с.
- 64.	II,2. Эпиграфические памятники Северного Кавказа на арабском, персидском и турецком языках. Часть 2. Надписи XVIII—XX вв. Издание текстов, переводы, комментарий, статья и приложения Л. И. Лаврова. М., 1968. 248 с.
- 65.	II,3. Эпиграфические памятники Северного Кавказа на арабском, персидском и турецком языках. Часть 3. Надписи X—XX вв. Новые находки. Издание текстов, переводы, комментарии, статья и приложения Л. И. Лаврова. М., 1980. 168 с.
- 66.	III. Документы на половецком языке XVI в. (судебные акты Каменец-Подольской армянской общины). Транскрипция, перевод, грамматический комментарий, словарь и предисловие Т. И. Грунина. Под редакцией Э. В. Севортяна. Вступительная статья Я. Р. Дашкевича. М., 1967. 430 с.
- 67.	IV. Китайская классика в тангутском переводе (<Лунь юй>, <Мэн цзы>, <Сяо цзин>). Факсимиле текстов. Предисловие, словарь и указатели В. С. Колоколова и Е. И. Кычанова. М., 1966. 148+211 с.
- 68.	V. Сахиб. Дафтар-и дилкуша (Сочинение, радующее сердца). Факсимиле текста. Предисловие, аннотированное оглавление, краткий текстологический комментарий и указатели Р. Хади-заде. М., 1965. 32+286 с.
- 69.	VI. Чхандогья упанишада. Перевод с санскрита, предисловие и комментарии А. Я. Сыркина. М., 1965. Репринт: М., Ладомир: 1992. 256 с.

VII. Бхамаха. Поэтические украшения. Перевод с санскрита, предисловие и комментарии Э. Н. Темкина. Не вышла, вместо неё:
- 70.	VII. Сутра о мудрости и глупости (Дзанлундо). Перевод с тибетского, предисловие и примечания Ю. М. Парфионовича. М., 1978. 327 с. Изд. 2-е, 2002. 320 с.
- 71.	VIII,1. Документы по истории японской деревни. Часть 1. Конец XVII — первая половина XVIII в. Перевод, предисловие и приложения О. С. Николаевой. М., 1966. 155 с.
- 72.	IX. Симеон Лехаци. Путевые заметки. Перевод с армянского, предисловие, примечания и указатели М. О. Дарбинян. М., 1965. 322 с.
- 73.	X. Лубсан Данзан. Алтан Тобчи (Золотое сказание). Перевод с монгольского, введение, комментарий и приложение Н. П. Шастиной. М., 1973. 440 с.
- 74.	XI. История халифов анонимного автора XI века. Факсимиле рукописи. Предисловие и краткое изложение содержания П. А. Грязневича. Указатели М. Б. Пиотровского и П. А. Грязневича. М., 1967. 48+645 с.

XII. Дэн Сицзы. Перевод с китайского, введение, комментарии и приложения В. С. Спирина. Не вышла, вместо неё:
- 75.	XII. Мухаммад Захир ад-Дин Бабур. Трактат об арузе. Факсимиле парижской рукописи, предисловие и указатели И. В. Стеблевой. М., 1972. 42+363 с.
- 76.	XIII. Идзумо-фудоки. Перевод [с японского], предисловие и комментарии К. А. Попова. М., 1966. 224 с.
- 77.	XIV. Клинописные тексты из Кюль-тепе в собраниях СССР (Письма и документы торгового объединения в Малой Азии XIX в. до н. э.). Автографические копии, транскрипция, перевод, вводная статья, комментарий и глоссарий Н. Б. Янковской. М., 1968. 308 с.
- 78.	XV. Повествование вардапета Аристакэса Ластивертци. Перевод с древнеармянского, вступительная статья, комментарий и приложения К. Н. Юзбашяна. М., 1968. 196 с.
- 79.	XVI. Упанишады. Перевод с санскрита, предисловие и комментарий А. Я. Сыркина. М., 1967. Репринт: М., Ладомир: 1992. 336 с.
- 80.	XVII. Рашид ад-Дин. Переписка. Перевод с персидского, введение и комментарий А. И. Фалиной. М., 1971. 498 с.
- 81.	XVIII. Чхое чхун джон (Повесть о верном Чхое). Факсимиле корейской рукописи, перевод, предисловие и комментарий Д. Д. Елисеева. М., 1971. 130 с.+92 с.
- 82.	XIX. Чхунхянджон квонджитан (Краткая повесть о Чхунхян). Факсимиле ксилографа, перевод, предисловие и комментарий А. Ф. Троцевич. М., 1968. 96+64 с.
- 83.	XX. Книга правителя области Шан (Шан цзюнь шу). Перевод, предисловие и комментарий Л. С. Переломова. М., 1968. 352 с. Изд. 2-е, дополненное: М., Ладомир: 1993. 392 с.
- 84.	XXI,1. Шараф-хан ибн Шамсаддин Бидлиси. Шараф-наме. Перевод, предисловие, примечания и приложения Е. И. Васильевой. Т. I. М., 1967. 620 с.
- 85.	XXI,2. Шараф-хан ибн Шамсаддин Бидлиси. Шараф-наме. Перевод, предисловие, примечания и приложения Е. И. Васильевой. Т. II. М., 1976. 357 с.
- 86.	XXII. Абу-л-Фазл Байхаки. История Мас`уда (1030—1041). Перевод с персидского, вступительная статья, комментарий и приложения А. К. Арендса. Изд. 2-е, дополненное. М., 1969. 1008 с.
- 87.	XXIII. Йусуф ибн Закарййа' ал-Магриби. Даф` ал-иср `ан калам ахл Миср (Удаление бремени с речи жителей Египта). Факсимиле арабской рукописи. Предисловие и указатели А. С. Аввада. М., 1968. 26+337 с.
- 88.	XXIV. Закарий Канакерци. Хроника. Перевод с армянского, предисловие, комментарий и указатели М. О. Дарбинян. М., 1970. 320 с.
- 89.	XXV,1. Море письмен. Факсимиле тангутских ксилографов. Перевод с тангутского, вступительные статьи и указатель К. Б. Кепинг, В. С. Колоколова, Е. И. Кычанова и А. П. Терентьева-Катанского. Ч. I. М., 1969. 608 с.
- 90.	XXV,2. Море письмен. Факсимиле тангутских ксилографов. Перевод с тангутского, вступительные статьи и указатель К. Б. Кепинг, В. С. Колоколова, Е. И. Кычанова и А. П. Терентьева-Катанского. Ч. II. М., 1969. 272 с.
- 91.	XXVI. Мэн-да бэй-лу («Полное описание монголо-татар»). Факсимиле ксилографа. Перевод с китайского, предисловие, введение, комментарий и приложения Н. Ц. Мункуева. М., 1975. 288 с.
- 92.	XXVII. Фазлаллах ибн Рузбихан Исфахани. Михман-наме-йи Бухара (Записки бухарского гостя). Факсимиле рукописи. Перевод с персидского, введение, комментарий и указатели Р. П. Джалиловой. Под редакцией А. К. Арендса. М., 1976. 212+334 с.
- 93.	XXVIII. Древние фудоки (Хитати, Харима, Бунго, Хидзэн). Перевод [с японского], предисловие и комментарий К. А. Попова. М., 1969. 340 с.
- 94.	XXIX. Кэнко-Хоси. Записки от скуки (Цурэдзурэгуса). Перевод с японского, вступительная статья, комментарий и указатель В. Н. Горегляда. М., 1970. 256 с.
- 95.	XXX. Мас`уд ибн Намдар. Сборник рассказов, писем и стихов. Факсимиле текста. Предисловие и указатели В. М. Бейлиса. М., 1970. 65+307 с.
- 96.	XXXI. Самаркандские документы XV—XVI вв. (о владениях Ходжи Ахрара в Средней Азии и Афганистане). Факсимиле, критический текст, перевод, введение, примечания и указатели О. Д. Чехович. М., 1974. 631 с.
- 97.	XXXII,1. Сыма Цянь. Исторические записки (Ши цзи). Т. I. Перевод с китайского и комментарий Р. В. Вяткина и В. С. Таскина, под общей редакцией Р. В. Вяткина. Вступительная статья М. В. Крюкова. М., 1972. 440 с. Изд. 2-е, исправленное и дополненное, 2001. 415 с.
- 98.	XXXII,2. Сыма Цянь. Исторические записки (Ши цзи). Т. II. Перевод с китайского и комментарий Р. В. Вяткина и В. С. Таскина. М., 1975. 580 с. изд. 2-е, исправленное и дополненное, 2003. 567 с.
- 99.	XXXII,3. Сыма Цянь. Исторические записки (Ши цзи). Т. III. Перевод с китайского, предисловие и комментарий Р. В. Вяткина. М., 1983. 944 с.
- 100.	XXXII,4. Сыма Цянь. Исторические записки (Ши цзи). Т. IV. Перевод с китайского, предисловие и комментарий Р. В. Вяткина. М., 1986. 454 с.
- 101.	XXXII,5. Сыма Цянь. Исторические записки (Ши цзи). Т. V. Перевод с китайского, предисловие и комментарий Р. В. Вяткина. М., 1987. 465 с.
- 102.	XXXII,6. Сыма Цянь. Исторические записки (Ши цзи). Т. VI. Перевод с китайского, предисловие и комментарий Р. В. Вяткина. М., 1992. 483 с.
- 103.	XXXII,7. Сыма Цянь. Исторические записки (Ши цзи). Т. VII. Перевод с китайского Р. В. Вяткина. Комментарий Р. В. Вяткина и А. Р. Вяткина. Предисловие Р. В. Вяткина. М., 1996. 464 с.
- 104.	XXXII,8. Сыма Цянь. Исторические записки (Ши цзи). Т. VIII. Перевод с китайского Р. В. Вяткина и А. М. Карапетьянца, комментарий Р. В. Вяткина, А. Р. Вяткина и А. М. Карапетьянца, вступительная статья Р. В. Вяткина. М., 2002. 510 с.
- 105.	XXXII,9. Сыма Цянь. Исторические записки (Ши цзи). Т. IX. Перевод с китайского, комментарий под редакцией А. Р. Вяткина. Вступительная статья А. Р. Вяткина. М., 2010. 624 с.
- 106.	XXXIII,1. Тексты Кумрана. Вып. I. Перевод с древнееврейского и арамейского, введение и комментарий И. Д. Амусина. М., 1971. 496 с.
- 107.	XXXIV,1. Бяньвэнь о воздаянии за милости (рукопись из Дуньхуанского фонда Института востоковедения). Ч.1. Факсимиле рукописи, исследование, перевод с китайского, комментарий и таблицы Л. И. Меньшикова. М., 1972. 420 с.
- 108.	XXXIV,2. Бяньвэнь о воздаянии за милости (рукопись из Дуньхуанского фонда Института востоковедения). Ч.2. Грамматический очерк и словарь И. Т. Зограф. М., 1972. 347 с.

XXXV. Джаядева. Гитаговинда. Перевод с санскрита, вступительная статья, комментарий и приложения А. Я. Сыркина. Вышла в 1995 как CXII том серии, вместо неё:
- 109.	XXXV. Е Лун-ли. История государства киданей (Цидань го чжи). Перевод с китайского, введение, комментарий и приложения В. С. Таскина. М., 1979. 608 с.
- 110.	XXXVI,1. Махмуд ал-Хусайни ал-Мунши ибн Ибрахим ал-Джами. Та’рих-и Ахмадшахи («Ахмадшахова история»). Факсимиле рукописи с введением и указателями Д. Саидмурадова. Кн. I. М., 1974. 88+648 с.
- 111.	XXXVI,2. Махмуд ал-Хусайни ал-Мунши ибн Ибрахим ал-Джами. Та’рих-и Ахмадшахи («Ахмадшахова история»). Факсимиле рукописи с введением и указателями Д. Саидмурадова. Кн. II. М., 1974. 649—1330 с.
- 112.	XXXVII. Аракел Даврижеци. Книга историй. Перевод с армянского, предисловие и комментарий Л. А. Ханларян. М., 1973. 624 c.
- 113.	XXXVIII. Лес категорий. Утраченная китайская лэйшу в тангутском переводе. Факсимиле ксилографа. Издание текста, вступительная статья, перевод, комментарий и указатели К. Б. Кепинг. М., 1983. 576 с.
- 114.	XXXIX. Анандавардхана. Дхваньялока (Свет дхвани). Перевод с санскрита, введение и комментарий Ю. М. Алихановой. М., 1974. 304 с.
- 115.	XL. Вновь собранные драгоценные парные изречения. Факсимиле ксилографа. Издание текста, перевод с тангутского, вступительная статья и комментарий Е. И. Кычанова. М., 1974. 224 с.
- 116.	XLI. Кацурагава Хосю. Краткие вести о скитаниях в северных водах (Хокуса монряку). Перевод с японского, комментарий и приложение В. М. Константинова. М., 1978. 527 с.
- 117.	XLII. Та’рих-и Систан (История Систана). Перевод с персидского, введение и комментарий Л. П. Смирновой. М. 1974. 575 с.
- 118.	XLIII. ал-Хасан ибн Муса ан-Наубахти. Шиитские секты. Перевод с арабского, исследование и комментарий С. М. Прозорова. М., 1973. 256 с.
- 119.	XLIV. Цзи Юнь. Заметки из хижины «Великое в Малом». Перевод с китайского, предисловие, комментарий и приложение О. Л. Фишман. М. 1974. 592 с.
- 120.	XLV. Шах-Махмуд ибн Мирза Фазил Чурас. Хроника. Критический текст, перевод, комментарии, исследование и указатели О. Ф. Акимушкина. М., 1976. 406+122 с.
- 121.	XLVI. Бадр ад-Дин Ибрахим. Фарханг-и зафангуйа ва джаханпуйа (Словарь говорящий и мир изучающий). Факсимиле рукописи. Издание текста, введение, список толкуемых слов, приложения С. И. Баевского. М., 1974. 199+112 с.
- 122.	XLVII. Абу Хамид ал-Газали. Воскрешение наук о вере (Ихйа' 'улум ад-дин). Избранные главы. Перевод с арабского, исследование и комментарий В. В. Наумкина. М., 1980. 376 с.
- 123.	XLVIII. Ним Чангун Джон (Повесть о полководце Ниме). Факсимиле ксилографа, текст, перевод с корейского, предисловие и комментарий Д. Д. Елисеева. М., 1975. 72+56 с.
- 124.	XLIX. Сунь цзы в тангутском переводе. Факсимиле ксилографа. Издание текста, перевод с тангутского, введение, комментарий, грамматический очерк и словарь К. Б. Кепинг. М., 1979. 579 с.
- 125.	L. Нодар Цицишвили. Семь планет (Барам-Гуриани). Перевод с древнегрузинского, предисловие и примечания Б. Т. Руденко. М., 1975. 423 с.
- 126.	LI. Абу-л-фазл Хубайш Тифлиси. Описание ремесел (Байан ас-сана`ат). Перевод с персидского, введение и комментарий Г. П. Михалевич. М., 1976. 256 с.
- 127.	LII. Бухарский вакф XIII века. Факсимиле. Издание текста, перевод с арабского и персидского, введение и комментарий А. К. Арендса, А. Б. Халидова, О. Д. Чехович. М., 1979. 135 с.
- 128.	LIII. Киракос Гандзакеци. История Армении. Перевод с древнеармянского, предисловие и комментарий Л. А. Ханларян. М., 1976. 360 с.
- 129.	LIV. Мирза Бади'-диван. Маджма' ал-аркам (Предписания фиска) (Приемы документации в Бухаре XVIII в.). Факсимиле рукописи. Издание текста, перевод с персидского, введение и примечания А. Б. Вильдановой. М., 1981. 128+198 с.
- 130.	LV. Юань Мэй. Новые [записи] Ци Се (Синь Ци Се), или О чём не говорил Конфуций (Цзы бу юй). Перевод с китайского, предисловие, комментарий и приложения О. Л. Фишман. М., 1977. 504 с.
- 131.	LVI. Баоцзюань о Пу-мине. Факсимиле ксилографа. Издание текста, перевод с китайского, исследование и комментарий Э. С. Стуловой. М., 1979. 402+236 с.
- 132.	LVII,1. Китайские документы из Дуньхуана. Вып. 1. Факсимиле. Издание текстов, перевод с китайского, исследование и приложения Л. И. Чугуевского. М., 1983. 560 с.
- 133.	LVIII. Хунмин чоным («Наставление народу о правильном произношении»). Исследование, перевод с ханмуна, примечания и приложения Л. Р. Концевича. М., 1979. 460+72 с.
- 134.	LIX. Краткая история Вьета (Вьет шы лыок). Перевод с вэньяня, вступительная статья и комментарий А. Б. Полякова. М., 1980. 288 с.
- 135.	LX. Мукундорам Чокроборти Кобиконкон. Песнь о благодарении Чанди (Чондимонгол). Сказание об охотнике (Акхети упакхан). Перевод с бенгальского, вступительная статья, комментарий и указатели И. А. Товстых. М., 1980. 301 с.
- 136.	LXI. Мела Махмуд Байазиди. Таварих-и кадим-и Курдистан (Древняя история Курдистана). Т. I. Перевод «Шараф-наме» Шарафхана Бидлиси с персидского языка на курдский язык (курманджи). Издание текста, предисловие, указатели, оглавление К. К. Курдоева и Ж. С. Мусаэлян. М., 1986. 50+292 с.
- 137.	LXII. Альфонсо. Мейашшер 'акоб (Выпрямляющий кривое). Факсимиле рукописи Британского музея. Издание текста, перевод с древнееврейского, введение и глоссарий Г. М. Глускиной. Комментарий Г. М. Глускиной, Б. А. Розенфельда и С. Я. Лурье. М., 1983. 268 с.
- 138.	LXIII. Абу-л-Касим Халаф ибн 'Аббас аз-Захрави. Трактат о хирургии и инструментах. Факсимиле рукописи. Издание текста, перевод с арабского, предисловие и примечания З. М. Буниятова. М., 1983. 284+318 с.
- 139.	LXIV. Бяньвэнь по Лотосовой сутре. Факсимиле рукописи. Издание текста, перевод с китайского, исследование и комментарии Л. Н. Меньшикова. М., 1984. 624 с.
- 140.	LXV. Заново составленное пинхуа по истории пяти династий (Синь бянь у-дай ши пинхуа). Перевод с китайского, исследование и комментарий Л. К. Павловской. М., 1984. 448 с.
- 141.	LXVI. Мухаммад Риза Барнабади. Тазкире (Памятные записки). Факсимиле рукописи. Издание текста, перевод с персидского, введение и примечания Н. Н. Туманович. М., 1984. 240+224 с.
- 142.	LXVII. Хилал ас-Саби. Установления и обычаи двора халифов (Русум дан ал-хилафа). Перевод с арабского, предисловие и примечания И. Б. Михайловой. М., 1983. 142 с.
- 143.	LVIII. Хишам ал-Калби. Книга об идолах (Китаб ал-аснам). Перевод с арабского, предисловие и примечание В. В. Полосина. М., 1984. 64 с.
- 144.	LXIX. Хусрав ибн Мухаммад Бани Ардалан. Хроника (История курдского княжеского дома Бани Ардалан). Факсимиле рукописи. Издание текста, перевод с персидского, введение и примечания Е. И. Васильевой. М., 1983. 220+220 с.
- 145.	LXX. Ямато моногатари (Повесть о Ямато). Перевод с японского, исследование н примечания Л. М. Ермаковой. М., 1982. 232 с.
- 146.	LXXI. Цаньян Джамцо. Песни, приятные для слуха. Факсимиле ксилографа и рукописи. Издание текста, перевод с тибетского, исследование и комментарий Л. С. Савицкого. М., 1983. 200 с.
- 147.	LXXII. Курдские народные песни из рукописного собрания ГПБ им. М. Е. Салтыкова-Щедрина. Издание текстов, перевод, предисловие и примечания Ж. С. Мусаэлян. М., 1985. 132 с.
- 148.	LXXIII,1. Памятники индийской письменности из Центральной Азии. Вып. 1. Издание текстов, исследование и комментарий Г. М. Бонгард-Левина и М. И. Воробьевой-Десятовской. М., 1985 (Bibliotheca Buddhica, XXXIII). 286 с.
- 149.	LXXIII,2. Памятники индийской письменности из Центральной Азии. Вып. 2. Издание текстов, исследование, перевод с санскрита и комментарий Г. М. Бонгард-Левина и М. И. Воробьевой-Десятовской. М., 1990 (Bibliotheca Buddhica, XXXIV). 320+120 с.
- 150.	LXXIII,3. Памятники индийской письменности из Центральной Азии. Вып. 3. Издание текстов, исследование, перевод и комментарий Г. М. Бонгард-Левина, М. И. Воробьевой-Десятовской, Э. Н. Темкина. М., 2004 (Bibliotheca Buddhica, XL). 534 с.
- 151.	LXXIV. Рашид ад-дин Ватват. Сады волшебства в тонкостях поэзии (Хада’ик ас-сихр фй дака’ик аш-ши’р). Перевод с персидского, исследование и комментарий Н. Ю. Чалисовой. М., 1985. 324 с.
- 152.	LXXV. Мухаммад ибн 'Абд ал-Карим аш-Шахрастани. Книга о религиях и сектах (Китаб ал-милал ва-н-нихал). Часть 1. Ислам. Перевод с арабского, введение и комментарий С. М. Прозорова. М., 1984. 272 с.
- 153.	LXXVI. Бай юй цзин (Сутра ста притч). Перевод с китайского и комментарий И. С. Гуревич. Вступительная статья Л. Н. Меньшикова. М., 1986. 128 с.
- 154.	LXXVII. Григор Нарекаци. Книга скорбных песнопений. Перевод с древнеармянского и примечания М. О. Дарбинян-Меликян и Л. А. Ханларян. Вступительная статья С. С. Аверинцева. М., 1988. 408 с.
- 155.	LXXVIII. Книга деяний Ардашира, сына Папака. Транскрипция текста, перевод со среднеперсидского, введение, комментарий и глоссарий О. М. Чунаковой. М., 1987. 163 с.
- 156.	LXXIX. Мебде-и канун-и йеничери оджагы тарихи (История возникновения законов янычарского корпуса). Факсимиле рукописи. Издание текста, перевод с турецкого, комментарий и введение И. Е. Петросян. М., 1987. 284+315 с.
- 157.	LXXX. Махабхарата. Книга третья. Лесная (Араньякапарва). Перевод с санскрита, комментарий и предисловие Я. В. Василькова и С. Л. Невелевой. М., 1987. 800 с.
- 158.	LXXXI,1. Измененный и заново утверждённый кодекс девиза царствования Небесное процветание (1149—1169). Издание текста, перевод с тангутского, исследование и примечания Е. И. Кычанова. В 4-х кн. Кн. 1. Исследование. М., 1987. 461 с.
- 159.	LXXXI,2. Измененный и заново утверждённый кодекс девиза царствования Небесное процветание (1149—1169). Издание текста, перевод с тангутского, исследование и примечания Е. И. Кычанова. В 4-х кн. Кн. 2. Факсимиле, перевод и примечания (гл. 1-7). М., 1987. 244+457 с.
- 160.	LXXXI,3. Измененный и заново утверждённый кодекс девиза царствования Небесное процветание (1149—1169). Издание текста, перевод с тангутского, исследование и примечания Е. И. Кычанова. В 4-х кн. Кн. 3. Факсимиле, перевод и примечания (гл. 8-12). М., 1989. 217+403 с.
- 161.	LXXXI,4. Измененный и заново утверждённый кодекс девиза царствования Небесное процветание (1149—1169). Издание текста, перевод с тангутского, исследование и примечания Е. И. Кычанова. В 4-х кн. Кн. 4. Факсимиле, перевод, примечания и глоссарий (гл. 13-20). М., 1989. 270+407 с.
- 162.	LXXXII. Шихуа о том, как Трипитака Великой Тан добыл священные книги (Да Тан Сань-цзан цюй цзин шихуа). Перевод с китайского, исследование и примечания Л. К. Павловской. М., 1987. 144 с.
- 163.	LXXXIII. 'Аджа’иб ад-дунйа (Чудеса мира). Критический текст, перевод с персидского, введение, комментарий и указатели Л. П. Смирновой. М., 1993. 339+201 с.
- 164.	LXXXIV. 'Али ибн Мухаммад ибн 'Абдаллах ал-Фахри. Китаб талхис ал-байан фи зикр фирак ахл ал-адйан (Краткое разъяснение к перечню последователей разных вер). Факсимиле рукописи. Издание текста, вступительная статья, краткое изложение содержания, примечания и указатели С. М. Прозорова. М., 1988. 52+119 с.
- 165.	LXXXV. Аннамбхатта. Тарка-санграха (Свод умозрений) и Тарка-дипика (Разъяснение к своду умозрений). Перевод с санскрита, введение, комментарий и историко-философские исследование Е. П. Островской. М., 1989. 239 с.
- 166.	LXXXVI. Васубандху. Абхидхармакоша (Энциклопедия Абхидхармы). Перевод с санскрита, исследование и комментарий В. И. Рудого. М., 1990 (Bibliotheca Buddhica, XXXV). 318 с.
- 167.	LXXXVII. Вновь собранные записи о любви к младшим и почтении к старшим. Издание текста, вступительная статья, перевод с тангутского, комментарий и приложения К. Б. Кепинг. М., 1990. 188 с.
- 168.	LXXXVIII. Вопросы Милинды (Милиндапаньха). Перевод с пали, исследование и комментарий А. В. Парибка. М., 1989 (Bibliotheca Buddhica, XXXVI). 485 с.
- 169.	LXXXIX. Дзэами Мотокиё. Предание о цветке стиля (Фуси кадэн), или Предание о цветке (Кадэнсё). Перевод со старояпонского, вступительная статья и примечания Н. Г. Анариной. М., 1989. 200 с.
- 170.	ХС. История Чойджид-дагини. Факсимиле рукописи. Транслитерация текста, перевод с монгольского, исследование и комментарий А. Г. Сазыкина. М., 1990 (Bibliotheca Buddhica, XXXVII). 180+74 с.
- 171.	XCI. Махабхарата. Книга восьмая. О Карне (Карнапарва). Перевод с санскрита, предисловие и комментарий Я. В. Василькова и С. Л. Невелевой. М., 1990. 326 с.
- 172.	XCII. Мах Шараф-ханум Курдистани. Хроника дома Ардалан (Та’рих-и Ардалан). Перевод с персидского, введение и примечания Е. И. Васильевой. М., 1990. 240 c.

XCIII. Великое зерцало (Окагами). Вышла не в серии: О:кагами. Великое зерцало. Перевод со старояпонского, исследование и комментарий Е. М. Дьяконовой. СПб, Гиперион, 2000. 288 с.
- 173.	XCIV. Изведать дороги и пути праведных. Пехлевийские назидательные тексты. Введение, транскрипция, перевод, комментарий, глоссарий и указатели О. М. Чунаковой. М., 1991. 192 с.
- 174.	XCV. Кабир. Грантхавали (Собрание). Перевод с браджа и комментарий Н. Б. Гафуровой, введение Н. Б. Гафуровой и Н. М. Сазановой. М., 1992. 143 с.
- 175.	XCVI. Ме’ор ‘айин (Светоч глаза). Караимская грамматика древнееврейского языка. По рукописи 1208 г. Издание текста, перевод, исследование и комментарий М. Н. Зислина. М., 1990. 216 с.
- 176.	XCVII. Норито. Сэммё. Перевод со старояпонского, комментарий и предисловие Л. М. Ермаковой. М., 1991. 299 с.
- 177.	XCVIII. Та’рих-и Бадахшан (История Бадахшана). Факсимиле рукописи. Издание текста, перевод с персидского А. Н. Болдырева при участии С. Е. Григорьева. Введение А. Н. Болдырева и С. Е. Григорьева. Примечания и приложения С. Е. Григорьева. М., 1997. 144+256 с.
- 178.	XCIX,1. Хуэй-цзяо. Жизнеописания достойных монахов (Гао сэн чжуань). В 3-х тт. Т. 1. Раздел 1. Переводчики. Перевод с китайского, исследование и комментарий М. Е. Ермакова. М., 1991 (Bibliotheca Buddhica, XXXVIII). 251 с.

XCIX,2. Хуэй-цзяо. Жизнеописания достойных монахов (Гао сэн чжуань). В 3-х тт. Том 2. Раздел II. Толкователи. Вышла не в серии: Хуэй-цзяо. Жизнеописание достойных монахов (Гао сэн чжуань). Т. 2 (Раздел 2: Толкователи). (Серия: Памятники культуры Востока; 18). Перевод с китайского, вступительная статья, комментарий и указатели М. Е. Ермакова. СПб: Петербургское Востоковедение, 2005. 230 с.
- 179.	С. Биджой Гупто. Сказание о Падме (Подмапуран). Перевод с бенгальского, предисловие, комментарий и приложения И. А. Товстых. М., 1992. 255 с.

CI. Абхидхармакоша-бхашья (Комментарий к энциклопедии Абхидхармы). Раздел III. Лока-нирдеша (Учение о мире). Вышла не в серии: Абхидхармакоша (Энциклопедия Абхидхармы). Т. 2. Раздел III. Лока-Нирдеша или учение о мире. Раздел IV. Карма-Нирдеша или учение о карме. Перевод с санскрита, введение, комментарий и реконструкция системы Е. П. Островской и В. И. Рудого. Серия: Ex Oriente Lux. М., Ладомир, 2001. 768 с.
- 180.	CII. Каталог Петербургского рукописного «Ганджура». Составление, введение, транслитерация и указатели З. К. Касьяненко. М., 1993 (Bibliotheca Buddhica, XXXIX). 306+74 с.

CIII. Ким Чегук. Новеллы. Вышла не в серии: Ким Чегук. Корейские новеллы. Из корейских рукописей СПб филиала ИВ РАН. Факсимиле ксилографа. Перевод с корейского, предисловие и комментарий Д. Д. Елисеева. Под редакцией А. Ф. Троцевич. Серия: Памятники культуры Востока. Научная серия. Т. 9. СПб: Петербургское востоковедение, 2005. 600 с.
- 181.	CIV. Мухаммад ибн ал-Харис ал-Хушани. Книга о судьях (Китаб ал-кудат). Перевод с арабского, предисловие и примечания К. А. Бойко. М., 1992. 231 с.
- 182.	CV,1. Угаритский эпос. Введение, перевод с угаритского и комментарий И. Ш. Шифмана. М., 1993. 339 с.
- 183.	CV,2. О Ба’лу. Угаритские поэтические повествования. Перевод с угаритского, введение и комментарий И. Ш. Шифмана. М., 1999. 536 с.
- 184.	CVI. Шамс ад-Дин Мухаммад ибн Кайс ар-Рази. Свод правил персидской поэзии (ал-Му’джам фи ма’айир аш’ар ал-'аджам). Часть II. О науке рифмы и критики поэзии. Перевод с персидского, введение и комментарий Н. Ю. Чалисовой. М., 1997. 470 с.
- 185.	CVII. Шихаб ад-Дин Мухаммад ибн Ахмад ан-Насави. Сират Султан Джалал ад-Дин Манкбурны (Жизнеописание султана Джалал ад-Дина Манкбурны). Критический текст, перевод с арабского, комментарий и введение З. М. Буниятова. М., 1996. 420+378 с.

CVIII. Ойратская версия «Истории о Молон-тойне». Вышла не в серии: Ойратская версия «Истории о Молон-тойне». Издание текста, введение, перевод с ойратского, транслитерация, комментарий и приложения Н. С. Яхонтовой. Серия: Памятники культуры Востока. Научная серия. Т. 6. СПб: Петербургское востоковедение, 1999. 200 с.
- 186.	CIX. Классическая йога («Йога-сутры» Патанджали и «Вьяса-бхашья»). Перевод с санскрита, введение, комментарий и реконструкция системы Е. П. Островской и В. И. Рудого. М., 1992. 264 с.
- 187.	СХ. Малик Шах-Хусайн Систани. Хроника воскрешения царей (Та’рих-и ихйа' ал-мулук). Перевод с персидского, предисловие и комментарий Л. П. Смирновой. М., 2000. 608 с.
- 188.	CXI. Ватсьяяна Малланага. Камасутра. Перевод с санскрита, вступительная статья и комментарий А. Я. Сыркина. М., 1993. 190 с.
- 189.	CXII. Джаядева. Гитаговинда. Перевод с санскрита, вступительная статья, комментарий и приложения А. Я. Сыркина. М., 1995. 191 с.
- 190.	CXIII,1. Законы Великой династии Мин со сводным комментарием и приложением постановлений (Да Мин люй цзи цзе фу ли). Часть 1. Перевод с китайского, исследование, примечания и приложения Н. П. Свистуновой. М., 1997. 573 с.
- 191.	CXIII,2. Законы Великой династии Мин со сводным комментарием и приложением постановлений (Да Мин люй цзи цзе фу ли). Часть 2. Перевод с китайского, исследование, примечания и приложения Н. П. Свистуновой. М., 2002. 408 с.
- 192.	CXIII,3. Законы Великой династии Мин со сводным комментарием и приложением постановлений (Да Мин люй цзи цзе фу ли). Часть 3. Перевод с китайского, исследование, примечания и приложения Н. П. Свистуновой. М., 2012. 444 с.
- 193.	CXIII,4. Законы Великой династии Мин со сводным комментарием и приложением постановлений (Да Мин люй цзи цзе фу ли). Часть IV. Перевод с китайского, введение, примечания и приложения Н. П. Свистуновой. М., 2019. 552 с.
- 194.	CXIV. Зороастрийские тексты. Суждения Духа разума (Дадестан-и Меног-и-Храд). Сотворение основы (Бундахишн) и другие тексты. Издание подготовлено О. М. Чунаковой. М., 1997. 242+110 с.
- 195.	CXV. Кефалайа (Главы). Коптский манихейский трактат. Перевод с коптского, исследование, комментарий, глоссарий и указатели Е. Б. Смагиной. М., 1998. 512 с.
- 196.	CXVI. Арабские источники XIII—XIV вв. по этнографии и истории Африки южнее Сахары. Т. 4. Перевод с арабского В. В. Матвеева, Л. Е. Куббеля, М. А. Толмачевой при участии Н. А. Добронравина. Предисловие М. А. Толмачевой. Издание подготовлено Н. А. Добронравиным и В. А. Поповым. М., 2002. 430+193 с.
- 197.	CXVII. Запись у алтаря о примирении Конфуция. Факсимиле рукописи. Издание текста, перевод с тангутского, вступительная статья, комментарий и словарь Е. И. Кычанова. М., 2000. 72+79 с.
- 198.	CXVIII. История Эрдэни-дзу. Факсимиле рукописи. Перевод с монгольского, введение, комментарий, приложения А. Д. Цендиной. М., 1999. 181+74 с.
- 199.	CXIX. Манихейские рукописи из Восточного Туркестана. Среднеперсидские и парфянские фрагменты. Введение, транслитерация, перевод, комментарий, приложения О. М. Чунаковой. М., 2011. 160 с.

CXX. ал-Макризи. Вспомоществование верующим излиянием скорби (Игасат ал-умма би кашф ал-гумма). Перевод с арабского, введение и комментарий Ф.Асадова, Э.Агаевой. Вышла в 2023 г. в CLXII томе серии, вместо неё:
- 200.	CXX. Ойратский словарь поэтических выражений. Факсимиле рукописи. Транслитерация, введение, перевод с ойратского, словарь с комментариями, приложения Н. С. Яхонтовой. М., 2010. 615 с.
- 201.	CXXI. Смешанные знаки [трех частей мироздания]. Факсимиле ксилографа. Вступительная статья, перевод с тангутского А. П. Терентьева-Катанского под ред. М. В. Софронова. Реконструкция текста, предисловие, исследование и комментарий М. В. Софронова. М., 2002. 240 с.
- 202.	CXXII. О сознании (Синь). Из философского наследия Чжу Си. Перевод с китайского А. С. Мартынова и И. Т. Зограф, вступительная статья и комментарий к переводу А. С. Мартынова, грамматический очерк И. Т. Зограф. М., 2002. 318 с.
- 203.	CXXIII. Сутры философии Ньяя (Ньяя-сутры и Ньяя-бхашья). Перевод с санскрита, исследование и комментарий В. К. Шохина. М., 2001. 504 с.
- 204.	CXXIV. Толкование Корана (Лахорский тафсир). Перевод с персидского, примечания и указатели Ф. И. Абдуллаевой. М., 2001. 250+92 с.
- 205.	CXXV,1. Хуань Куань. Спор о соли и железе (Янь те лунь). Т. I. Перевод с китайского, введение и комментарий Ю. Л. Кроля. М., 2001. 407 с.
- 206.	CXXV,2. Хуань Куань. Спор о соли и железе (Янь те лунь). Т. II. Перевод с китайского, комментарий и приложения Ю. Л. Кроля. М., 2001. 831 с.
- 207.	Упанишады. Перевод с санскрита, предисловие и примечания А. Я. Сыркина. Третье издание, исправленное. М., 2003. 782 с.
- 208.	CXXVI. Пехлевийская Божественная комедия. Книга о праведном Виразе (Арда Вираз намаг) и другие тексты. Введение, транслитерация пехлевийских текстов, перевод и комментарий О. М. Чунаковой. М., 2001. 206 с.
- 209.	CXXVII. Сутра Общины белого лотоса: тюркская версия. Факсимиле рукописи. Транскрипция текста. Перевод с раннесредневекового тюркского языка, предисловие, примечания, указатели слов Л. Ю. Тугушевой. М., 2008. 207 с.
- 210.	CXXVIII,1. Махмуд ал-Кашгари. Диван лугат ат-турк (Свод тюркских слов). В 3-х томах. Т. 1. Перевод с арабского А. Р. Рустамова под ред. И. В. Кормушина, предисловие и введение И. В. Кормушина, примечания И. В. Кормушина, Е. А. Поцелуевского, А. Р. Рустамова. М., 2010. 461 с.
- 211.	CXXVIII,2. Махмуд ал-Кашгари. Диван лугат ат-турк (Свод тюркских слов). В 3-х томах. Т. 2. Перевод с арабского А. Р. Рустамова под ред. И. В. Кормушина, предисловие И. В. Кормушина, примечания И. В. Кормушина, Е. А. Поцелуевского, А. Р. Рустамова. М., 2016. 511 с.
- 212.	CXXIX. Повесть о махарадже Маракарме. Факсимиле рукописи. Транслитерация, перевод с малайского, исследование, комментарий и приложения Л. В. Горяевой. М., 2008. 528 с.+1 CD-ROM
- 213.	CXXX,1. Полное собрание исторических записок Дайвьета (Дайвьет шы ки тоан тхы). В 8-ми томах. Т. 1. Внешние анналы. Главы I—II. Перевод с ханвьета К. Ю. Леонова, А. В. Никитина. Предисловие, вступительная статья, комментарий и указатели К. Ю. Леонова, А. В. Никитина при участии В. И. Антощенко, М. Ю. Ульянова, А. Л. Федорина. М., 2002. 343 с.
- 214.	CXXX,2. Полное собрание исторических записок Дайвьета (Дайвьет шы ки тоан тхы). В 8-ми томах. Т. 2. Внешние анналы. Главы III—V. Перевод с ханвьета, комментарий, предисловие и приложения К. Ю. Леонова, А. В. Никитина и А. Л. Федорина. Вступительная статья А. Л. Федорина. M., 2010. 485 с.
- 215.	CXXX,3. Полное собрание исторических записок Дайвьета (Дайвьет шы ки тоан тхы). В 8-ми томах. Т. 3. Основные анналы. Главы I—IV. Перевод с ханвьета и комментарий К. Ю. Леонова и А. Л. Федорина при участии М. Ю. Ульянова, предисловие, вступительная статья и приложения А. Л. Федорина. M., 2012. 888 с.
- 216.	CXXX,4. Полное собрание исторических записок Дайвьета (Дайвьет шы ки тоан тхы). В 8-ми томах. Т. 4. Основные анналы. Главы V—VIII. Перевод с ханвьета, комментарий, вступительная статья и приложения А.Л. Федорина. M., 2022. 799с.
- 217.	CXXX,5. Полное собрание исторических записок Дайвьета (Дайвьет шы ки тоан тхы). В 8-ми томах. Т. 5. Основные анналы. Главы IX—XI. Перевод с ханвьета, комментарий, вступительная статья и приложения А. Л. Федорина. M., 2014. 1078 с.
- 218.	CXXX,6. Полное собрание исторических записок Дайвьета (Дайвьет шы ки тоан тхы). В 8-ми томах. Т. 6. Основные анналы. Главы XII—XV. Перевод с ханвьета, комментарий, вступительная статья и приложения А. Л. Федорина. M., 2018. 789 с.
- 219.	CXXX,7. Полное собрание исторических записок Дайвьета (Дайвьет шы ки тоан тхы). В 8-ми томах. Т. 7. Основные анналы. Главы XVI—XVII. Перевод с ханвьета, комментарий, вступительная статья и приложения А. Л. Федорина. M., 2020. 934 с.
- 220.	CXXX,8. Полное собрание исторических записок Дайвьета (Дайвьет шы ки тоан тхы). В 8-ми томах. Т. 8. Основные анналы. Главы XVIII—XIX. Перевод с ханвьета, комментарий, вступительная статья и приложения А. Л. Федорина. M., 2021. 839 с.
- 221.	CXXXI. Чжоу Цюй-фэй. За Хребтами. Вместо ответов (Лин вай дай да). Перевод с китайского, введение, комментарий и приложения М. Ю. Ульянова. М., 2001. 528 с.
- CXXXII. Ононто Бору Чондидаш. Песни о Кришне (Шрикришнокиртон). Перевод с бенгальского И. А. Световидовой и Е. М. Быковой, вступительная статья и комментарий Е. М. Быковой. Не вышла, вместо неё:
- 222.	CXXXII. Вишну-смрити. Перевод с санскрита, предисловие, комментарий и приложения Н. А. Корнеевой. М., 2007. 421 с.
- 223.	CXXXIII. Агван Доржиев. Занимательные заметки. Описание путешествия вокруг света (Автобиография). Факсимиле рукописи. Перевод с монгольского А. Д. Цендиной. Транслитерация, предисловие, комментарий, глоссарий и указатели А. Г. Сазыкина, А. Д. Цендиной. М., 2003. 160 с.
- 224.	CXXXIV. Мукундорам Чокроборти Кобиконкон. Песнь о благодарении Чанди (Чондимонгол). Сказание о Дхонопоти (Дхонопоти упакхан). Перевод с бенгальского, предисловие, комментарий и приложения И. А. Товстых. М., 2004. 424 с.
- 225.	CXXXV,1. Атхарваведа (Шаунака). Перевод с ведийского, вступительная статья, комментарий и приложения Т. Я. Елизаренковой. В 3-х томах. Т. 1. Книги I—VII. М., 2005. 573 с.
- 226.	CXXXV,2. Атхарваведа (Шаунака). Перевод с ведийского, вступительная статья, комментарий и приложения Т. Я. Елизаренковой. В 3-х томах. Т. 2. Книги VIII—XII. М., 2007. 293 с.
- 227.	CXXXV,3. Атхарваведа (Шаунака). Перевод с ведийского, вступительная статья, комментарий и приложения Т. Я. Елизаренковой. В 3-х томах. Т. 3. Книги XIII—XIX. М., 2010. 231 с.
- 228. CXXXV, 1-3. Атхарваведа (Шаунака). Перевод с ведийского языка, вступительная статья, комментарий и приложения Т. Я. Елизаренковой. 2-е издание. М., 2023. 1048 с.
- 229. CXXXVI,1. Установления династии Чжоу (Чжоу ли). Раздел 1. Небесные чиновники. Цзюань 1. Перевод с китайского, вступительная статья, комментарий и приложения С. Кучеры. М., 2010. 496 с.
- 230. CXXXVI,2. Установления династии Чжоу (Чжоу ли). Раздел 1. Небесные чиновники. Цзюань 2. Перевод с китайского, вступительная статья, комментарий и приложения С. Кучеры. М., 2017. 448 с.
- 231. CXXXVII. Памятники малайской книжности XV—XVII вв. Повесть о победоносных пандавах. Бухари ал-Джаухари. Корона царей. Перевод с малайского, исследования, комментарии, приложения и указатели Л. В. Горяевой. М., 2011. 648 с.
- 232. CXXXVIII. Уйгурские деловые документы X—XIV вв. из Восточного Туркестана. Предисловие, транскрипция, перевод с древнеуйгурского Л. Ю. Тугушевой. Факсимиле рукописей. М., 2013. 326 с.
- 233. CXXXIX. Кэйтю. Вадзисёрансё (Исправление царящего в нашей азбуке беспорядка). Введение. Вступительная статья, перевод с японского, комментарии и приложения К. Г. Маранджян. М., 2015. 158 с.
- 234. CXL. «Новые законы» Тангутского государства (первая четверть XIII в.). Издание текста, перевод с тангутского, введение и комментарий Е. И. Кычанова. М., 2013. 501 с.
- 235. CXLI. Цзоуяньшу («Сборник судебных запросов»): Палеографические документы древнего Китая. Издание текста, перевод с китайского, вступительная статья, комментарий, приложения М. В. Королькова. М., 2013. 215 с.
- 236. CXLII. Ли Сунсин. Военный дневник (Нанчжун ильги). Вступительная статья, перевод с ханмуна, комментарий и приложения О. С. Пироженко. М., 2013. 375 с.
- 237. CXLIII. Пуджьяпада. Сарвартхасиддхи. Вступительная статья, перевод с санскрита и приложения Н. А. Железновой. М., 2015. 390 с.
- 238. CXLIV. Повесть о раджах Пасея. Перевод с малайского, исследование, примечания и приложения Л. В. Горяевой. М., 2015. 190 с.
- 239. CXLV. Апастамба-дхармасутра. Апастамба-грихьясутра. Мантрапатха. Вступительная статья, перевод с санскрита, комментарий и приложения Н. А. Корнеевой. М., 2015. 438 с.
- 240. CXLVI. Буддийские ритуальные тексты: По тибетской рукописи XIII в. Факсимиле рукописи. Транслитерация А. В. Зорина при участии С. С. Сабруковой. Перевод с тибетского, вступительная статья, примечания и приложения А. В. Зорина. М., 2015. 242 с.
- 241. CXLVII. Жёлтая история (Шара туджи). Перевод с монгольского, транслитерация, введение и комментарий А. Д. Цендиной. Факсимиле рукописи (Список А). М., 2017. 406 с.
- 242. CXLVIII. Полное собрание документов Ли Сунсина (Ли Чхунму гон чонсо). Раздел «Официальные бумаги». Вступительная статья, перевод с ханмуна, комментарий и приложения И. И. Хвана под ред. О. С. Пироженко. М., 2017. 279 с.
- 243. CXLIX. Махавайрочана-сутра. Перевод с китайского, предисловие, примечания и приложения А. Г. Фесюна. М., 2018; 2-е изд., стереотипное. М., 2022. 718 с.
- 244. CL. Словари кяхтинского пиджина. Перевод с китайского, публикация, транскрипция, исследование и приложения И. Ф. Поповой и Таката Токио. М., 2018. 604 с.
- 245. CLI. ал-Муфаддал ал-Джу‘фи. Доказательства Божественного творения и продуманного устроения мира (Китаб ал-адилла ‘ала-л-халк ва-т-тадбир). Факсимиле рукописи, введение и указатели С. М. Прозорова. М., 2018. 24+176 с.
- 246. CLII. Рукописи школы веданта в собраниях Института восточных рукописей РАН: аннотированный каталог. Составление, вступительные статьи, переводы и указатели С. Л. Бурмистрова. М., 2018. 479 с.
- 247. CLIII. Брахмадева. Дравьясанграха-вритти. Перевод с санскрита, вступительная статья, комментарии и приложения Н. А. Железновой. М., 2019. 261 с.
- 248. Упанишады. Перевод с санскрита, исследование, комментарий и приложение А. Я. Сыркина. 4-е издание, исправленное и дополненное. М., 2019; 5-е издание, стереотипное. М., 2023. 796 с.
- 249. CLIV. Дигха-никая. Собрание длинных поучений. Перевод с палийского, исследование и комментарий А. Я. Сыркина. М., 2020. 902 с.
- 250. CLV. Сутры эзотерического буддизма. Перевод с китайского, исследование, комментарий и приложения А. Г. Фесюна. М., 2020; 2-е изд., стереотипное. М., 2022. 391 с.
- 251. CLVI,1. Бань Гу. Хань шу («История Хань»): В 8 тт. Т. 1. Ди цзи («Хроники (правления) императоров»). Главы 1-6. Перевод с китайского В. В. Башкеева под редакцией М. Ю. Ульянова, комментарий, вступительные статьи и приложения В. В. Башкеева и М. Ю. Ульянова. М., 2021. 470 с.
- 252. CLVII. Рамануджа. Гитабхашья. Перевод с санскрита, исследование В. С. Семенцова, вступительная статья, приложение Р. В. Псху. М., 2021. 510 с.
- 253. CLVIII. Акаланка Бхатта. Таттвартха-раджаварттика. Перевод с санскрита, комментарии, вступительная статья и приложения Н. А. Железновой. М., 2022. 1072 с.
- 254. CLIX. Наставления раннетанских императоров. Перевод с китайского, комментарии, исследование, приложения И. Ф. Поповой. М., 2022. 310 с.
- 255. CLX. «Сутра Белого Старца» на «ясном письме». Исследование, перевод с ойратского, транслитерация, комментарии и факсимиле под редакцией Н. В. Ямпольской, Н. С. Яхонтовой. М., 2023. 336 с., факсимиле + 16 с. цветных илл.
- 256. CLXI. Асанга. Компендиум Абхидхармы (Абхидхарма-самуччая). Перевод с санскрита, вступительная статья, комментарии и указатели С. Л. Бурмистрова. М., 2023. 324 с.
- 257. CLXII. Таки ад-Дин Ахмад ибн Али ал-Макризи. Помощь верующим разъяснением причин бедствия (Китаб игасат ал-умма би-кашф ал-гумма). Перевод с арабского, предисловие и комментарии Э. Р. Агаевой и Ф. М. Асадова. М., 2023. 158 с.
- 258. CLXIV,1. Продолжение Полного собрания исторических записок Дайвьета (Дайвьет шы ки тоан тхы тук биен). В 2 тт. Т. 1. Главы I-III. Реконструкция текста, перевод с ханвьета, комментарий, вступительная статья и приложения А.Л. Федорина. М., 2024. 975 с.

## Редакционная коллегия серии «Памятники письменности Востока» (2022)
- А. Б. Куделин (председатель),
- И. Ф. Попова (зам. председателя),
- Н. С. Яхонтова (секретарь),
- В. М. Алпатов,
- С. М. Аникеева,
- Ю. А. Иоаннесян,
- B. C. Мясников,
- М. Б. Пиотровский,
- С. М. Прозоров,
- А. Ф. Троцевич,
- А. Д. Цендина,
- О. М. Чунакова.